# Bisztray Ádám
Bisztray Ádám (eredeti neve: Bisztray-Balku Ádám) (Bukarest, 1935. november 5. – Budapest, 1998. december 26.) romániai magyar költő, író, könyvtáros, agrármérnök.

## Életpályája
Szülei Bisztray-Balku Sándor (1905–1983) aranydiplomás gépészmérnök és Bokor Klára voltak. 1940-ben költözött át Magyarországra. 1954-ben érettségizett. 1955–1956 között orvosi műszerésznek tanult. 1956–1960 között a Gödöllői Agrártudományi Egyetem hallgatója volt. 1960–1964 között az apaji Kiskunsági Állami Gazdaság agrármérnöke, valamint a Komárom Megyei Könyvtár mezőgazdasági referense volt. 1961–1964 között az ELTE BTK könyvtár szakán tanult. 1964–1971 között az Agroinform főkönyvtárosa volt. 1970–1973 között a Marxizmus-Leninizmus Esti Egyetem hallgatója volt. 1971–1982 között az Agrárgazdasági Kutatóintézet tudományos munkatársa és könyvtárvezetője, 1982-től szerkesztője volt. 1984-től a Berzsenyi Társaság tagja volt.
Sírja a Farkasréti temetőben található.

## Magánélete
1964-ben házasságot kötött Dr. Hargitai Máriával. Három gyermekük született: Ákos (1966), Zoltán (1968) és Emese (1973).

## Művei
- Erdőntúli táj (versek, 1972)
- Elfelejtett tél, farkasokkal (elbeszélés, 1974)
- Csillagpázsit. Fecskék a Nosztori-völgyben (emlékezések és karcolatok, 1976)
- Nikodémusz (kisregény, 1979)
- Más lett a béke (versek, 1981)
- Tornác a Duna felett (regény, 1982)
- Varga Hajdú István rajzai (előszó, szerkesztette, 1983)
- Kerítetlen világ madara (versek, 1984)
- Malomjáték (regény, 1984)
- Tavaszra nyíló ablak (válogatott versek, 1984)
- Ex libris és vers. Diskay Lenke kisgrafikái (szerkesztette Téglás Jánossal, 1986)
- Márciustól Aranyvasárnapig (regény, 1987)
- Ragály és oltalom (versek, 1988)
- A Nap házában (versek, 1992)
- Vakító sirályok (versek, 1995)
- A rózsakert leves (novellák, 1998)
- Ameddig lélegzet; Felsőmagyarország–Szépírás BT., Miskolc–Szolnok, 2002

## Díjai
- József Attila-díj (1993)
- Salvatore Quasimodo-emlékdíj (1997)
- Pro Literatura díj (1998)
- Petőfi Sándor Sajtószabadság-díj (1998)